# 修伊·坎貝爾
修·「修伊」·坎貝爾（英語：Hugh "Wee Hughie" Campbell）是超級英雄漫畫系列《黑袍糾察隊》中的虛構角色，由蓋斯·恩尼斯和德瑞克·羅伯森創作，其長相則是基於賽門·佩吉設計。他是由比利·布徹組成的私刑者團體「黑袍糾察隊」（The Boys）成員，也是膏鐵俠(A-Train)的死對頭。在他的女友死於膏鐵俠手上後，他加入黑袍糾察隊企圖復仇，隨後成為了「星光」安妮·詹紐瑞的愛人 。修伊在布徹的影響下在漫畫劇情中變得更加無情與殘忍。
在亞馬遜影片網路電視的改編影集中，修伊由男演員傑克·奎德飾演，而賽門·佩吉則在第一季與第三季中飾演他的父親。佩吉原先要在影集中主演修伊，但影集在陷入開發地獄後，他因太過年長而無法勝任角色。佩吉最終在獨立單元劇動畫影集《黑袍糾察隊：窮凶極惡》中為修伊配音。

## 登場

### 漫畫書系列

#### 《黑袍糾察隊》、《英雄高潮》與《高地上的少年》(2006年–2011年)
修伊成長於蘇格蘭郊區，他是一名被領養的兒童。他的童年經歷相當離奇，這包含了一段因為一條巨大絛蟲造成的心理創傷、在搭飛機時駕駛員在半空中突然精神崩潰，以及他具有濃烈體臭的兒時玩伴赫瑞司·班森(Horace Bronson)。他與他的兒時玩伴一起玩時，他負責扮演少年偵探，而他們也意外發現了一樁由當地夜店老闆經手的香菸走私案。其後在某次出遊時，他們對一隻狗投擲石頭，但修伊因為只有他的石頭擊中了狗而感到沮喪，而他在出於罪惡感下把狗帶回了牠的家。長大成人後，修伊前往格拉斯哥。他與雙親以及童年玩伴的關係讓他有時會因為他們對待他的方式而感到煩躁，但外人（包含安妮與馬洛里）都認為他身邊有這些人是很幸運的事。
雖然修伊對自己孩提時的冒險經歷感到羞恥，但這也顯示了修伊是個天生的偵探。他很快地接手黑袍糾察隊的監視任務，而他也能夠快速釐清懸翼(Swingwing)是殺死一名年輕男同性戀的兇手以及其殺人動機。就算為時已晚，但他也能夠推斷出俄國黑手黨老大小妮娜的動機並追蹤她的飛機。而最終，他也在其他黑袍糾察隊成員不知計畫存在的情況下拼湊出了布徹的終極計畫。
修伊首次親身體驗到超人類存在的世界是當他的女友羅蘋遭到膏鐵俠在一場打鬥中意外殺害，而膏鐵俠當時在超越音速的速度下試圖制服另外一名超人類，其被快速扔向羅蘋的方向讓兩人同時撞上附近的磚牆，瞬間殺死羅蘋並徒留修伊站在原地握著她僅剩的雙手。基於這次經驗，布徹招攬他替代馬洛里在黑袍糾察隊中的的空缺，其後在未經修伊同意下對他注射化合物V。
起先，修伊因為經驗不夠而導致他在作戰時變得猶豫。在他的首次戰鬥中，他意外殺死了馬屁雞(Blarney Cock)，這讓他對自己的行動感到極端焦慮，並幾乎在下一次任務中差點讓懸翼逃走。他也逐漸對被布徹折磨敵人的意願以及其他人滿不在乎的態度感到作嘔。隨著劇情推進，修伊也對布徹總是在作戰中使用暴力而導致流血事件增加的狀況感到憤怒。
雖然修伊作為黑袍糾察隊成員對他觀察到的可笑狀況感到厭惡，修伊在他所處的社群中發展出了幾段緊密的關係。他與俄國超級英雄「愛之紅腸」瓦斯·佛利希金(Vas Vorishikin)成為好友，而他也在不知情下與超級英雄「星光」安妮·詹紐瑞產生浪漫情愫，而這也讓布徹在發覺兩人戀情後，開始懷疑修伊是否為美國沃特公司工作。在確認修伊不是沃特的間諜後，布徹決定給修伊看安妮在加入七巨頭第一天時的影片，藉此妨礙他們的戀情。修伊因為無法接受真相而憤怒地與安妮分手，但這卻讓他因為言語辱罵安妮而受到罪惡感折磨，兩人在和好後繼續談戀愛。他最終在第55卷時向安妮坦白自己的工作，修伊為了她的人身安全著想，乞求安妮在黑袍糾察隊與七巨頭開戰前離開並躲起來。
修伊被認識他的大多數人們認為是一個真正的好人，而他也數度涉險拯救那些脆弱或是受害的人們：他在第10卷時對冷酷殺害年輕男子的懸翼展現出憤怒、他拯救G-巫師(G-Wiz)的嘗試、以及他在第43卷中為了保護超級隊(Superduper)而試著與強大又恐怖的變形金屬人(Malchemical)戰鬥。布徹對上述事件感到煩躁，並數度告誡他超級英雄們並不關心普通人，也不值得他的擔心。在《高地上的少年(Highland Laddie)》迷你系列中，修伊對自己不像布徹一般是個強悍的男人而感到不滿，但他似乎無法成為那種人；而在稍後，安妮說他的成長環境讓他變成了一個好人，但這不代表他劣於任何一個男人。
在《英雄高潮》第3卷中，修伊遭到黑俠性侵，讓他震驚又作嘔，但他直到一段時間後才向黑袍糾察隊提及此事，但因為他坦白的時間點就在他們位處熨斗大廈的辦公室遭到攻擊後不久，這使得其他人對這件事顯得漠不關心。

#### 《千人之劍齊聚山頭》(2012年)
在護國超人對美國政府發動政變時，布徹抓住了膏鐵俠，並希望修伊終於瞭解身為黑袍糾察隊成員所代表的意義。他要修伊聽完七巨頭談到羅蘋時的錄音，藉此讓他殺死膏鐵俠。修伊無法動手殺害被束縛的膏鐵俠，因此布徹繼續播放七巨頭的錄音，不想被挑撥與激怒的修伊要求布徹停止播放。然而，在錄音播放到七巨頭雇用安妮僅僅是為了玷污她時，修伊終於發狂並把膏鐵俠的頭給踹斷。

#### 《破門而入》 (2012年)
在與七巨頭的一戰後，黑袍糾察隊解散，安妮無法接受修伊真正的所屬陣營而離開修伊，而瓦斯遭到殺害。布徹試圖對超人類（甚至是是血液中僅有微量化合物V或是因意外而暴露在化合物V中的人）進行大屠殺而想方設法讓讓他的隊伍不礙事，而這意味著數十億人將因此死亡。在布徹為了防止母乳、法國佬與極殊女干預他的行動而殺死他們後，認為必須阻止布徹的修伊來到母乳家，藉由飲用由母乳的母親分泌出的乳汁（她的奶水可以強化超人類），讓他強到得以與布徹抗衡。兩人互相肉搏，最終修伊使布徹癱瘓。布徹因為不想一輩子在監獄度過，而欺騙修伊他殺了他的父母，導致修伊把他打死。修伊與安妮隨後和好並決定重新展開他們的戀情。
六個月後，修伊來到布魯克林大橋留下他對已故戰友們的紀念，同時給了詹姆斯·史迪威與美國沃特最後通牒，防止他們有下一步動作，此舉不可避免地讓史迪威發了瘋。

#### 《親愛的貝琪》 (2020年)
12年後，修伊與安妮準備結婚時，未知人士寄給他布徹的日記，迫使他面對自己過去的行為。在結局，修伊與安妮正式在他的故鄉結婚，並終於永遠放下布徹與黑袍糾察隊。

### 影集

#### 《黑袍糾察隊》 (2019年–至今)
在亞馬遜影片網路電視的改編影集中，由傑克·奎德飾演修伊。在影集中，他是美國人而不是蘇格蘭人，而他一開始在一間音響器材商店工作。他的父親由賽門·佩吉飾演，而修伊的母親在他六歲時離開家裡。修伊在影集中也被塑造為比利·喬的粉絲。

##### 第一季 (2019年)
第一季中，修伊的女友羅蘋·華德如在漫畫中一般被膏鐵俠殺死。在比利·布徹的協助下，他不情願地決定對超人類展開復仇，並加入了暱稱為「黑袍糾察隊」的團隊，此團隊包含法國佬、母乳，隨後迎來紀美子的加入。布徹對修伊揭曉他的妻子貝卡遭到護國超人強姦而隨後失蹤，因此能理解修伊的處境。在半透人因修伊在沃特國際總部安裝竊聽器的行為而與修伊對質並攻擊他時，布徹協助他擊暈半透人，而在一連串意外下，半透人成為黑袍糾察隊的人質，隨後被修伊殺死。修伊隨後搬出父親的家，作為電腦與資訊專家繼續參加黑袍糾察隊的行動，他與布徹數度發生摩擦，也常常被一連串因任務而發生的血腥事件嚇個半死。他與安妮·詹紐瑞成為好友後發現她的真實身份是星光，兩人隨後成為戀人而令布徹頗為不滿。黑袍糾察隊發現了化合物V以及其在創造超人類中扮演的角色，因膏鐵俠對化合物V成癮並在其藥性影響下害死羅蘋，令修伊得以找到方法勒索他。安妮在發現修伊與黑袍糾察隊的關連以及化合物V的真相後後大感震驚，但她仍協助修伊讓被抓的母乳、法國佬與紀美子逃脫。

##### 第二季 (2020年)
第二季中，修伊與除了布徹外的黑袍糾察隊因為被列為逃犯而轉向地下活動繼續對抗沃特。布徹在與護國超人對質並被對方饒過一命後歸隊，但也讓修伊與布徹間再起波瀾。對沃特幻滅的安妮決定秘密幫助黑袍糾察隊，並與修伊在偏遠地區見面以交換情報，有時會參加部分糾察隊的任務。黑袍糾察隊除了要對付七巨頭的新成員風暴前線外，也要對付「爆頭人」。前者是沃特第一個創造的超人類，具有身為納粹成員的秘密身份；而後者則藉由以念動力讓目標頭顱破裂的方式殺死其受害者。修伊雖然達到了他的崩潰點，但他隨後學著讓自己變得更自信且敢於與布徹抗衡。在安妮被沃特逮捕並囚禁後，他與點燈俠一同前往救援，而在之後也協助布徹與貝卡從護國超人與風暴前線手中救出她的兒子萊恩。在第二季末，修伊、安妮與黑袍糾察隊受到豁免而成為無罪之身，而修伊在不知道對方實為爆頭人的狀況下，決定為國會議員維多莉亞·紐曼(Victoria Neuman)工作。

##### 第三季 (2022年)
第三季中，修伊在紐曼殺害她在紅河孤兒院的好友時發現她是爆頭人。在他調查紅河時，他意外發現紐曼實為沃特CEO史丹·埃德加的養女，而她的反超人類政策實際上是由沃特控制，容許範圍之內的反抗。在認知到整整一年為紐曼工作的成果什麼也沒改變後，他聯繫布徹重組黑袍糾察隊，企圖用布徹的方式扳倒沃特。修伊在發現布徹施打V24後，他私自在前往俄羅斯的任務中施打V24，獲得了能瞬間移動的超能力以及超人力氣與耐力。在意外從俄國的囚禁中放出阿兵哥後，修伊與布徹招攬阿兵哥入隊。修伊將自己與安妮孤立起來，堅持為自己辯駁說他「終於有一次」能夠拯救她，無視安妮對自己不需要拯救的堅持。在一次獵殺「償還者聯盟」中，阿兵哥的前隊友心靈風暴的任務中，修伊在阿兵哥企圖把被迷暈的布徹留在原地等死而背叛阿兵哥，隨後他從傳奇口中得知阿兵哥的戰爭英雄名號僅僅只是政治宣傳。心靈風暴在喚醒布徹後，布徹將修伊視為家人，阿兵哥隨後在修伊能達到自己保證對方生命安全的承諾前將心靈風暴用盾牌打死。布徹為了保護修伊免於V24的致命影響（修伊之後從安妮口中得知此事）而將他擊暈，修伊理解了他並不需要V24來讓自己變得堅強，並向安妮說出自己的母親離家出走後，他的父親提供他的親情照顧。修伊在瞭解到布徹打算救他時，他決定拯救布徹作為回報。在沃特塔樓決戰時，修伊在安妮迎戰阿兵哥時差點要再度施打V24，但改變心意點亮塔樓的所有光源強化安妮的超能力，使得安妮獲得飛行能力並暫時擊倒阿兵哥。大戰後，修伊與黑袍糾察隊的戰友們歡迎安妮丟棄她的星光戰服並正式入隊。

#### 《沃特新聞網》 (2022年)
在時間點處於第二季與第三季之間的《沃特新聞網》第一季最終集〈2022年1月〉中，修伊被主播卡麥隆·柯爾曼(Cameron Coleman)採訪有關維多莉亞·紐曼的政策。傑克·奎德在該集回歸飾演修伊。

#### 《黑袍糾察隊：窮凶極惡》 (2022年)
在《黑袍糾察隊：窮凶極惡》設定於漫畫的故事線中的集數〈我是你的毒販(I'm Your Pusher)〉中，修伊（由賽門·佩吉配音）與布徹前去與販毒給沃特旗下超級英雄的毒販奧斯華·「OD」·丹尼卡(Oswald "OD" Deneeka)對質，藉由勒索他而讓他污染偉大奇蹟(The Great Wide Wounder)的毒品，並造成他在一場宣傳活動中高速衝撞鐵殼(Ironcast)並同時殺死兩人。在布徹告訴OD這兩名超人類所犯下的罪行後，感到渾身不適的修伊與布徹一同離開。

## 能力
修伊·坎貝爾是個典型的普通人類男性，直到被注射強化藥劑化合物V之前，他都沒有超能力與任何特殊技能。打在修伊身上的化合物V價值190億美金，並且給予修伊超人力量與耐力，讓他可以徒手殺死一般人或一些超人類。在影集中，修伊在施打化合物V的衍生物V24後，獲得了瞬間移動、加速治癒與超人力量等超能力，然而他在瞬間移動時只能傳送自己的肉身，而無法同時傳送身上的衣服，導致他瞬移到另外一地時會全裸。

## 角色開發

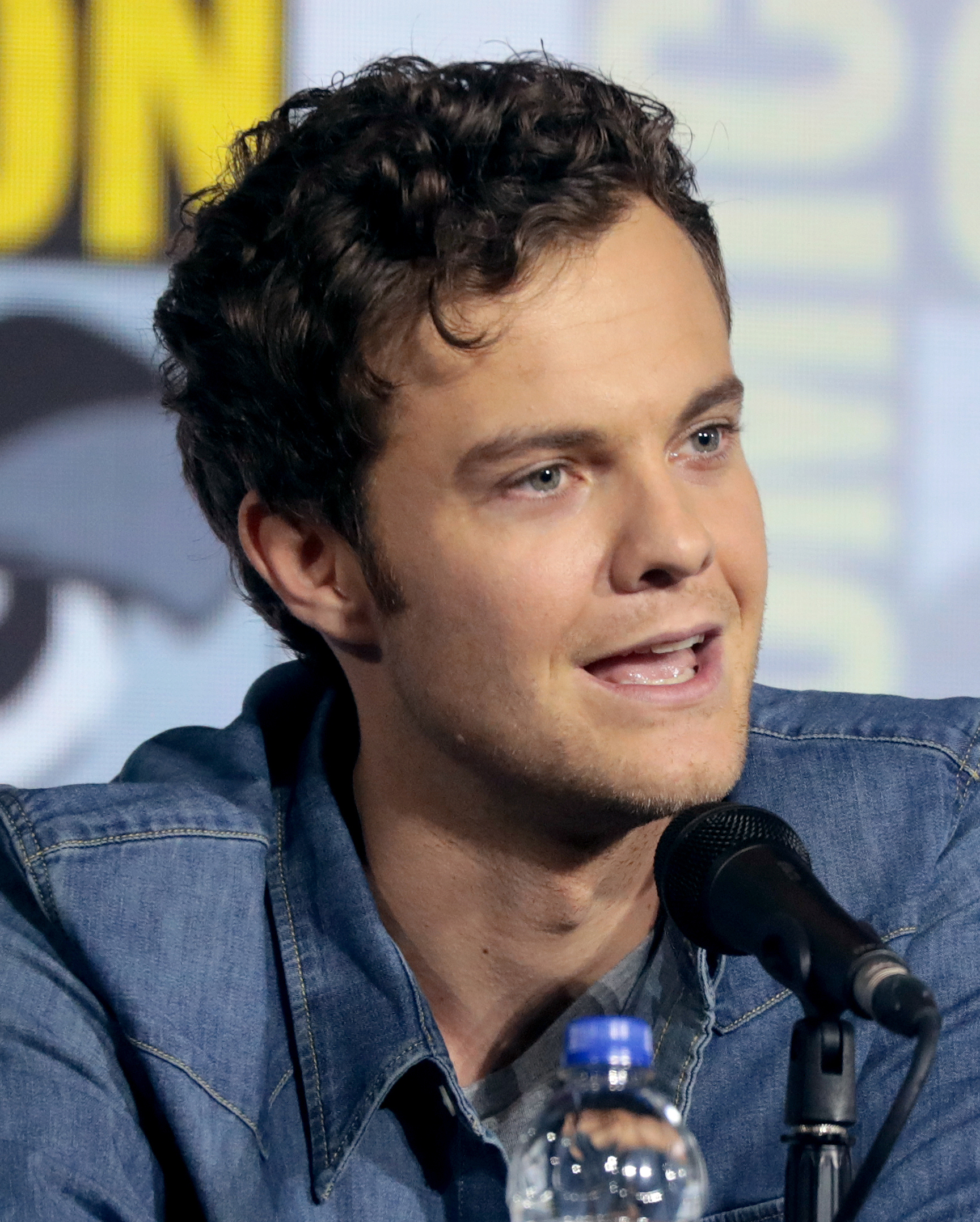
傑克·奎德出演修·「修伊」·坎貝爾

修伊被故意畫成英國演員兼作家賽門·佩吉的長相。根據羅伯森的說法，他基於佩吉的長相繪畫角色的原因，是他在看過佩吉主演的情境喜劇《屋事生非》後認為佩吉捕捉到了恩尼斯所想要「無辜與強烈決心」的完美平衡。當佩吉被問到是否在《黑袍糾察隊》可能的改編電影中飾演修伊時，他認為自己年紀太大而無法演出此角。在影集中，佩吉以常設角色身份飾演修伊的父親。
恩尼斯表示修伊「完全無法從他的錯誤中學習並改變自己的形式作風，而這最終對他大有好處……修伊有容易憂鬱且會不斷反省的傾向，無疑地，會令那些已經習慣會從經驗中學習並發展為周全角色的漫畫英雄的讀者們頗為挫折。以我的經驗來說，這種英雄角色在現實生活中根本不存在，就算是最有能力的人要嘛維持，要嘛就是回到他們的基本缺陷中。我很懷疑一個不習慣創傷與暴力的20多歲小伙子能夠直接吸收這些創傷與暴力，而他若是從中變得成熟或堅韌的話，只會讓他變成一個截然不同且麻木不仁的人。換句話說，修伊的慘勝是他依舊是修伊的理由。」

## 評價
傑克·奎德因飾演修伊·坎貝爾獲得了2021年MTV影視大獎最佳英雄獎提名。